# Stammliste der Emichonen
Diese Seite enthält die Stammliste der Emichonen mit den zugehörigen Linien der Wildgrafen, den daraus entspringenden Raugrafen und den Grafen von Veldenz.
Hinweise zur Nomenklatur: Jede Person ist mit einem Code versehen, von der der Buchstabe die Generation angibt, die arabische Zahl die Nummer der Linie und die römische Zahl die Geburtsreihenfolge. Somit ist jeder Person nur ein Code zugeordnet. Die Sitze der Hauptlinien der Wildgrafen Kyrburg, Dhaun und Schmidtburg sind mit ihren Mitgliedern fett unterlegt. Regierende Grafen sind extra mit dem Zusatz Wildgraf versehen.

## Emichonen
- A1I. Emicho VII., Wildgraf von Kyrburg, Schmidtburg, Baumburg und Flonheim[1] († 1139)
  - →siehe Stammliste der Wildgrafen
- A1II. Gerlach I. von Veldenz[1] († 1146)
  - →siehe Stammliste der Grafen von Veldenz

### Wildgrafen
- A1I. Emicho VII. (I.), Wildgraf von Kyrburg, Schmidtburg, Baumburg und Flonheim[1] († 1139)
  - B1I. Konrad I., Wildgraf von Kyrburg, Schmidtburg und Flonheim[1] (1116–1172) ⚭ Mathilde von Bar (Haus Scarponnois), Tochter von Rainald I. (Bar) († 1149)
    - C1I. Gerhard I., Wildgraf von Kyrburg, Dhaun, Schmidtburg und Flonheim[1] († 1208) ⚭ Agnes von Bayern (Haus Wittelsbach), Tochter von Otto I. (Bayern)
      - D1I. Konrad II., Wildgraf von Kyrburg, Dhaun, Schmidtburg, Grumbach, Dhronecken und Flonheim[1] (1194–1263) ⚭ Gisela von Saarbrücken (Haus Saarbrücken), Tochter von Simon II. (Saarbrücken); Erwerbung Dhroneckens und Errichtung Grumbachs
        - E1I. Gerhard von Kyrburg, Dhaun, Schmidtburg, Grumbach, Dhronecken und Flonheim[1] (1235–1259)
        - E1II. Beatrix von Kyrburg, Dhaun, Schmidtburg, Grumbach, Dhronecken und Flonheim[1] (1236–1245) ⚭ Gerlach IV. (Veldenz) (D3I.)
        - E1III. Emich II., Wildgraf von Kyrburg, Schmidtburg, Dhronecken und Flonheim[1] (1239–1289) ⚭ Elisabeth von Montfort (* 1205) (Haus Montfort), Tochter von Hugo I. (Montfort) († 1228); Gründung der Linie Kyrburg-Schmidtburg
          - F1I. Gisela von Kyrburg, Schmidtburg, Dhronecken und Flonheim[1] ⚭ Philipp II. (Falkenstein) (Haus Falkenstein), Sohn von Philipp I. (Falkenstein)
          - F1II. Hugo von Kyrburg, Schmidtburg, Dhronecken und Flonheim[1]
          - F1III. Gottfried II., Wildgraf von Kyrburg, Dhronecken und Flonheim[1] († 1298) ⚭ Ormunda von Malberg-Vinstingen (Haus Malberg), Tochter von Cuno von Malberg-Vinstingen; Bildung der Linie Kyrburg
            - G1I. Gerhard von Kyrburg, Dhronecken und Flonheim[1]
            - G1II. Friedrich I., Wildgraf von Kyrburg, Dhronecken und Flonheim[1] († 1369) ⚭ Agnes von Schönecken (Haus Schönecken), Tochter von Gerhard I. (Schönecken)
              - H1I. Gottfried III., Wildgraf von Kyrburg und Flonheim[1] († 1370) ⚭ Sophie von Daun (Haus Daun), Tochter von Emich I. (Daun) († 1313)
              - H1II. Johann von Kyrburg und Flonheim[1] († 1358)
              - H1III. Gerhard II., Wildgraf von Kyrburg, (Schmidtburg) und Flonheim[1] († 1356) ⚭ Uda von Isenburg-Limburg († 1361) (Haus Isenburg), Tochter von Gerlach II. (Isenburg-Limburg) (* 1295)
                - I1I. Agnes von Kyrburg und Flonheim[1] ⚭ Emich II. (Daun-Oberstein) (* 1342) (Haus Daun), Sohn von Cuno von Daun-Oberstein (* 1329)
                - I1II. Friedrich III., Wildgraf von Kyrburg und Flonheim[1] ⚭ Anastasia von Leiningen-Hartenburg (Haus Leiningen), Tochter von Emich VI. (Leiningen-Hartenburg) (1340–1381)
                  - J1I. Friedrich von Kyrburg und Flonheim[1]

                - I1III. Gerhard III., Wildgraf von Kyrburg und Flonheim[1] († 1408) ⚭ Adelheid von Hohengeroldseck-Veldenz (Haus Geroldseck), Tochter von Heinrich III. (Hohengeroldseck-Veldenz)
                  - J2I. Adelheid von Kyrburg und Flonheim[1] († 1438) ⚭ Johann III., Wild- und Rheingraf vom Stein (1371–1428), Sohn von Johann II., Wild- und Rheingraf vom Stein
                    - →Auslöschung der Wildgraf (Zweite Hälfte geht an die Rheingrafen)
                    - →siehe Stammliste der Wild- und Rheingrafen

                  - J2II. Kunigunde von Kyrburg und Flonheim[1]
                  - J2III. Elisabeth von Kyrburg und Flonheim[1] ⚭ Heinrich III. (Vinstingen-Schwanenhals) (Haus Malberg), Sohn von Jakob von Vinstingen-Schwanenhals
                  - J2IV. Uda von Kyrburg und Flonheim[1] ⚭ Eberhard I. (Hohenfels) (Haus Hohenfels), Sohn von Conrad II. (Hohenfels)
                  - J2V. Agnes von Kyrburg und Flonheim[1] ⚭ Johannes VI. (Solms-Burgsolms) († 1415) (Haus Solms), Sohn von Johann IV. (Solms-Burgsolms)

                - I1IV. Wilhelm von Kyrburg und Flonheim[2]
                - I1V. Johann von Kyrburg und Flonheim[2]
                - I1VI. Elisabeth von Kyrburg und Flonheim[2]

              - H1IV. Friedrich II., Wildgraf von Kyrburg und Flonheim († 1365)[1]
              - H1V. Heinrich von Kyrburg und Flonheim[1]
              - H1VI. Margarete von Kyrburg und Flonheim[1] († 1368) ⚭ Johann II., Wild- und Rheingraf vom Stein (1333–1383), Sohn von Johann I., Rheingraf vom Stein († 1333)
              - H1VII. Mechtild von Kyrburg und Flonheim[1]
              - H1VIII. Otto, Wildgraf von Dhronecken[1] († 1409) ⚭(I) Elisabeth de Chambley; ⚭(II) Agnes von Hohengeroldseck-Veldenz (Haus Geroldseck), Tochter von Heinrich II. (Hohengeroldseck-Veldenz); Gründung der Linie Dhronecken
                - →Auslöschung der Linie Dhronecken

              - H1IX. Margareta von Kyrburg und Flonheim[1]

            - G1III. Susanna von Kyrburg, Dhronecken und Flonheim[1] ⚭ Ruprecht III., Raugraf von Altenbaumburg (F5I.)
            - G1IV. Anna von Kyrburg, Dhronecken und Flonheim[1] ⚭(I) Johann von Hunolstein (Haus Hunolstein), Sohn eines ebensolchen; ⚭(II) Gerhard VI. (Blankenheim) (* 1300) (Haus Blankenheim), Sohn von Gerhard V. (Blankenheim) (* 1267)

          - F1IV. Emich von Kyrburg, Schmidtburg, Dhronecken und Flonheim[1] († 1311)
          - F1V. Konrad III., Wildgraf von Schmidtburg[1] († 1305) ⚭ Katharina Johanna von Salm-Obersalm (Haus Salm), Tochter von Heinrich IV. (Salm-Obersalm); Bildung der Linie Schmidtburg
            - G2I. Emich III., Wildgraf von Schmidtburg[1] († 1304)
            - G2II. Heinrich, Wildgraf von Schmidtburg[1] (1305–1329) ⚭ Gertrud von Erbach (* 1330) (Haus Erbach), Tochter von Eberhard VII. (Erbach) († 1327)
              - →Auslöschung der Linie Schmidtburg

          - F1VI. Gerhard von Kyrburg, Schmidtburg, Dhronecken und Flonheim[1] († 1312)
          - F1VII. Friedrich von Kyrburg, Schmidtburg, Dhronecken und Flonheim[1]
          - F1VIII. Heinrich von Kyrburg, Schmidtburg, Dhronecken und Flonheim[3]
          - F1IX. Elisabeth von Kyrburg, Schmidtburg, Dhronecken und Flonheim[3] ⚭ Godfried I. (Hohenlohe-Brauneck) (Haus Hohenlohe), Sohn von Konrad I. (Hohenlohe-Brauneck)

        - E1IV. Agnes von Kyrburg, Dhaun, Schmidtburg, Grumbach, Dhronecken und Flonheim[1] (1241–1245) ⚭ Gottfried I. (Bickenbach) (Haus Bickenbach)
        - E1V. Benedikta von Kyrburg, Dhaun, Schmidtburg, Grumbach, Dhronecken und Flonheim[1] (1251–1270) ⚭ Conrad III., Raugraf von Stolzenburg (E2I.)
        - E1VI. Heinrich von Kyrburg, Dhaun, Schmidtburg, Grumbach, Dhronecken und Flonheim[1] (1257–1284)
        - E1VII. Konrad von Kyrburg, Dhaun, Schmidtburg, Grumbach, Dhronecken und Flonheim[1] († 1279)
        - E1VIII. Simon von Kyrburg, Dhaun, Schmidtburg, Grumbach, Dhronecken und Flonheim[1] (1258–1280)
        - E1IX. Gottfried I., Wildgraf von Dhaun und Grumbach;[1] Bildung der Linie Dhaun
          - F2I. Konrad IV., Wildgraf von Dhaun und Grumbach[1] († 1309) ⚭ Hildegard von Hunolstein (Haus Hunolstein), Tochter von Nicolas II. (Hunolstein)
            - G3I. Hartrad von Dhaun und Grumbach[1] († 1335)
            - G3II. Johann, Wildgraf von Dhaun und Grumbach[1] († 1350) ⚭(I) Katharina von Salm (Haus Salm); ⚭(II) Margareta von Sponheim-Kreuznach (Haus Sponheim), Tochter von Simon II. (Sponheim-Kreuznach)
              - →Auslöschung der Linie Dhaun

            - G3III. Gertrud von Dhaun und Grumbach[1]
            - G3IV. Hedwig von Dhaun und Grumbach[1] ⚭(I) Johann I., Rheingraf vom Stein († 1333), Sohn von Siegfried II., Rheingraf vom Stein († 1327); ⚭(II) Gerlach von Braunshorn (1290–1362) (Haus Braunshorn), Sohn von Johann von Braunshorn († 1347)
              - → erste Vereinigung zu den Wild- und Rheingrafen (Erste Hälfte der Grafschaft geht an die Rheingrafen)
              - →siehe Stammliste der Wild- und Rheingrafen

          - F2II. Unbekannt von Dhaun und Grumbach[4]

      - D1II. Beatrix von Kyrburg, Dhaun, Schmidtburg und Flonheim[1] ⚭(I) Philipp III. von Bolanden (Haus Bolanden), Sohn von Philipp II. von Bolanden; ⚭(II) Dietrich I. von Falkenburg und Heinsberg († 1228) (Haus Kleve), Sohn von Arnold II. (Kleve) († 1200)

    - C1II. Konrad von Kyrburg, Dhaun, Schmidtburg und Flonheim;[1] Erwerbung Dhauns
    - C1III. Mathilde von Kyrburg, Dhaun, Schmidtburg und Flonheim[1] ⚭ Manassès I. (Rethel) (Haus Vitri), Sohn von Withier von Rethel
    - C1IV. Kunigunde von Kyrburg, Schmidtburg und Flonheim[1] (keine eindeutige Zuordnung; vielleicht auch Tochter von C1I.) ⚭ Hugo I. im Bliesgau (Haus Bliesgau), Sohn von Volmar I. im Bliesgau

  - B1II. Emich I., Raugrafen von Baumburg[1] (1128–1172) → siehe Stammliste der Raugrafen

#### Raugrafen
- B1II. Emich I., Raugraf von Baumburg[1] (1128–1172)
  - C2I. Emich II., Raugraf von Baumburg[1] († 1201)
    - D2I. Konrad II., Raugraf von Stolzenburg[1] († 1256); Bildung der Linie Stolzenburg
      - E2I. Konrad III., Raugraf von Stolzenburg[1] († 1277) ⚭ Benedikta von Kyrburg, Dhaun, Schmidtburg, Grumbach, Dhronecken und Flonheim (E1V.)
        - F3I. Georg I., Raugraf von Stolzenburg[1] († 1309) ⚭ Margarethe von Daun († 1307) (Haus Daun), Tochter von Wirich I. (Daun) (* 1224)
          - G4I. Georg II., Raugraf von Stolzenburg[1] († 1350) ⚭ Margareta von Katzenelnbogen (Haus Katzenelnbogen), Tochter von Wilhelm I. (Katzenelnbogen) († 1331)
            - H2I. Wilhelm, Raugraf von Stolzenburg[1] († 1358) ⚭(I) Elisabeth von Leiningen († 1345) (Haus Leiningen), Tochter von Friedrich VI. (Leiningen) († 1342); ⚭(II) Kunigunde von Sponheim-Bolanden (Haus Sponheim), Tochter von Philipp von Sponheim-Bolanden († 1338)
            - H2II. Georg von Stolzenburg[1] († 1338)
            - H2III. Philipp II., Raugraf von Stolzenburg[1] († 1377)
              - → Auslöschung der Linie Stolzenburg

          - G4II. Loretta von Stolzenburg[1] († 1350) ⚭ Otto I. (Bolanden) († 1327) (Haus Bolanden), Sohn von Philipp VI. (Bolanden) († 1303)
          - G4III. Konrad V., Raugraf von Stolzenburg[1] ⚭ Elisabeth von Leiningen (* 1323) (Haus Leiningen), Tochter von Friedrich V. (Leiningen) (1277–1327)
            - H3I. Johann, Raugraf von Nanstul[1] († 1341); Bildung der Linie Nanstul
              - → Auslöschung der Linie Nanstul

        - F3II. Konrad IV., Raugraf von Stolzenburg[1] ⚭ Adelheid von Sponheim-Sayn (Haus Sponheim), Tochter von Gottfried I. (Sponheim-Sayn) († 1283)
        - F3III. Johann von Stolzenburg[1] († 1286)

    - D2II. Tochter von Baumburg ⚭ Gerlach III. (Veldenz) (C3I.)
    - D2III. Ruprecht I., Raugraf von Baumburg[1] ⚭ Hedwig von Eberstein (Haus Eberstein), Tochter von Eberhard III. (Eberstein) (* 1181)
      - E3I. Heinrich I., Raugraf von Neuenbaumburg[1] († 1261) ⚭ Agnes von Saarbrücken (Haus Saarbrücken), Tochter von Simon II. (Saarbrücken); Bildung der Linie Neuenbaumburg
        - F4I. Kunigunde von Neuenbaumburg[1] (1248–1307) ⚭ Wirich II. (Daun) (* 1251) (Haus Daun), Sohn von Wirich I. (Daun) (* 1224)
        - F4II. Heinrich II., Raugraf von Neuenbaumburg[1] († 1292) ⚭ Adelheid von Sponheim-Sayn  (Haus Sponheim), Tochter von Gottfried I. (Sponheim-Sayn) († 1283)
          - G5I. Gottfried von Neuenbaumburg[1] († 1308)
          - G5II. Heinrich III., Raugraf von Neuenbaumburg[1] († 1344) ⚭ Elisabeth von Falkenstein (Haus Falkenstein), Tochter von Philipp IV. (Falkenstein) (* 1295)
            - H4I. Philipp I., Raugraf von Neuenbaumburg[1] († 1359) ⚭ Agnes von Leiningen (Haus Leiningen), Tochter von Joffrid I. (Leiningen) (1304–1344)
              - I3I. Heinrich IV., Raugraf von Neuenbaumburg[1]
              - I3II. Philipp II., Raugraf von Baumburg[1][5] († 1397) ⚭ Agnes von Bolanden (Haus Bolanden), Tochter von Philipp VII. (Bolanden); Vereinigung der an Bolanden gefallenen Güter von Altenbaumburg[6]
                - J2I. Wilhelm von Baumburg[5] († 1400)
                - J2II. Otto von Baumburg[5] (1375–1457) ⚭(I) Maria von Niedersalm († 1415) (Haus Salm), Tochter von Heinrich VII. (Niedersalm) († 1416); ⚭(II) Elisabeth d’Argenteau Haus Argenteau, Tochter von Renoud de Argenteau de Houffalize († 1434) und Margareta von Gymnich Dame de Moestroff
                  - →verpfändete Baumburg an die Kurpfalz, die schließlich Raugrafen wurden[6]
                  - → Auflösung der echten Raugrafenlinie
                  - K1I. (I) Engelbrecht I., Raugraf von Salm[5] († 1505) ⚭(I) Ermesind von Elter; ⚭(II) Isabelle de Momalle († 1539)
                    - L1I. (I) Engelbrecht II., Raugraf von Salm[5] († 1537) ⚭(I) Catharine de Rollay; ⚭(II) Isabella von Looz-Corswarem (Haus Looz-Corswarem)
                      - M1I. (I) Maria von Salm< ⚭ Jean d’Aspremont, Sohn eines ebensolchen († 1524)
                      - M1II. (I) Johann I., Raugraf von Salm[5] († 1560) ⚭ Marguerite de Horion
                        - N1I. Engelbrecht III. von Salm[5] († 1592) ⚭(I) Barbe de Trixhe; ⚭(II) Katharina von Malberg (Haus Malberg)
                          - O1I. (I) Emmanuel von Salm[5]

                        - N1II. Mathilde von Salm[5] († 1588) ⚭ Eberhard von Merode (Haus Merode), Sohn von Franz von Merode
                        - N1III. Cäcilia von Salm[5] ⚭ Thierry de Groesbeck
                        - N1IV. Marie von Salm[5] ⚭ Nicolas von Blitterswich

                      - M1III. (I) Katharina von Salm[5] ⚭ Philippe de Namur
                      - M1IV. (I) Claude von Salm[5]
                      - M1V. (I) Anne von Salm[5]
                      - M1VI. (I) Wilhelm I., Raugraf von Salm[5] ⚭ Marguerite d’Osselet
                        - N2I. Johann II., Raugraf von Salm[5] ⚭ Anne de Guidegoven
                          - O2I. Wilhelm II., Raugraf von Salm[5] ⚭ Helene von der Marck
                            - P1I. Florentin, Raugraf von Serinchamp[5]
                              - Q1I. Arnoul Guillaume, Raugraf von Serainchamp[5] ⚭ Elisabeth du Mont d’Hustinay
                                - R1I. Therese von Serainchamp[5] (1669–1734) ⚭ Thomas François de Soumagne
                                - R1II. Evrard Joseph Ernest, Raugraf von Serinchamp[7] (1680–1735) ⚭ Ernestine d’Ochain (1676–1732)
                                  - S1I. Florence von Serinchamp[8] (1713–1767) ⚭ Arnold de Senzeilles (1699–1752)

                            - P1II. Ludwig, Raugraf von Salm[5] († 1649) ⚭ Anne Antoinette de Boulogne
                              - Q2I. Johann Franz, Raugraf von Salm[5] († 1691) ⚭ Jeanne Ernestine de Miche
                                - R2I. Johann Amour, Raugraf von Salm[5] (1674–1711)
                                - R2II. Françoise Charlotte von Salm[5] (* 1676)
                                - R2III. Johann Karl, Raugraf von Saussure[5] (1678–1723) ⚭ Marguerite de Lopez-Gallo
                                  - S2I. African Philippe Bernard Charles Théodore, Raugraf von Saussure[5] ⚭ Barbe Gabrielle de Gombervaux
                                    - T1I. Théodore, Raugraf von Saussure[5] (* 1742) ⚭(I) Françoise Claudine de MacMahon (* 1750) (Haus MacMahon); ⚭(II) Madeleine de Saint-Georges

                                  - S2II. Jeanne Caroline von Saussure[5] (1714–1755) ⚭ Pierre Joseph de Montrichard (1720–1779), Sohn von Nicolas Jean de Montrichard (* 1653)
                                  - S2III. Philibert Bernard Charles Antoine Théodore, Raugraf von Saussure[5] (1716–1742) ⚭ Geneviève Valée († 1771)
                                    - T2I. Christophe Raugrave Dupin[9] (1762–1832) ⚭ Marie Madeleine Jolas (1765–1832)
                                      - U1I. Louis Antoine Christophe Raugrave Dupin[10] (1792–1868) ⚭ Célestine Bret (1802–1881)
                                        - V1I. Eudoxie Raugrave Dupin[11] (1821–1881) ⚭(I) Louis Victor Jean Bertin-Canivet (1815–1852); ⚭(II) Jean Valéry Lecomte-Moncharville (1830–1901)
                                        - V1II. Jeanne Gabrielle Raugrave Dupin[12] (1825–1919) ⚭ Alexandre Delaporte → Erlöschen der letzten patrilinearen Linie von Neuenbaumburg

                                  - S2IV. Marie Philippe Alexandre Hyacinth, Raugraf von Saussure[5] (1718–1804)
                                  - S2V. Louis Ignace Bonaventure, Raugraf von Saussure[5] († 1790)

                                - R2IV. Philipp Theodor Alexander Eugen, Raugraf von Salm[5] (1680–1747)

                              - Q2II. Marie Catherine von Salm[5] ⚭ Arnoul de Soumaigne

                    - L1II. (I) Reinhard II., Raugraf von Salm[5]
                    - L1III. (I) Hugo von Salm[5]
                    - L1IV (I) Georg II. von Salm[5]
                    - L1IV. (I) Maria von Salm[5] ⚭ Ruprecht von Malberg (Haus Malberg)

                  - K1II. (I) Georg I., Raugraf von Salm[5] († 1462)
                  - K1III. (II) Anna von Salm[5] (* 1420) ⚭ Friedrich II. (Zweibrücken-Bitsch) (* 1420) (Haus Zweibrücken), Sohn von Hannemann II. (Zweibrücken-Bitsch) (* 1380)
                  - K1IV. (II) Reinhard I., Raugraf von Salm[5] ⚭(I) Schonette von Erkentail; ⚭(II) Margarethe von Bettenburg
                  - K1V. (II) Margarete von Salm[5] ⚭ Alexander de Seraing

                - J2III. Imagina von Baumburg[5] ⚭ Philipp von Daun († 1432) (Haus Daun), Sohn von Emich II. (Daun) (* 1342)

              - I3III. Kuno von Neuenbaumburg[1] († 1424)
              - I3IV. Otto von Neuenbaumburg[1]
              - I3V. Elisabeth von Neuenbaumburg[1] ⚭(I) Nicolaus IV. (Hunolstein) (Haus Hunolstein), Sohn von Johannes von Hunolstein († 1328); ⚭(II) Dietrich IV. (Daun) (Haus Daun), Sohn von Dietrich III. (Daun) (* 1331)

          - G5III. Jutta von Neuenbaumburg[1] († 1344) ⚭ Heinrich von Hohenfels († 1329) (Haus Bolanden), Sohn von Theoderich von Hohenfels

        - F4III. Emich von Neuenbaumburg[1] († 1299)
        - F4IV. Simon von Neuenbaumburg[1]
        - F4V. Heinrich von Neuenbaumburg[1]

      - E3II. Gerhard von Neuenbaumburg[1]
      - E3III. Agnes von Neuenbaumburg[1] ⚭ Dietrich V. (Katzenelnbogen) († 1276) (Haus Katzenelnbogen), Sohn von Dietrich IV. (Katzenelnbogen)
      - E3IV. Eberhard von Altenbaumburg[1] († 1277)
      - E3V. Ruprecht II., Raugraf von Altenbaumburg[1] († 1281) ⚭ Elisabeth von Hohenfels (Haus Bolanden), Tochter von Philipp IV. (Bolanden) († 1277); Bildung der Linie Altenbaumburg
        - F5I. Ruprecht III., Raugraf von Altenbaumburg[1] ⚭ Susanna von Kyrburg, Dhronecken und Flonheim (G1III.)
          - G6I. Dietzele von Altenbaumburg[1] ⚭ Johann von Hagen (Haus Hagen-Münzenberg)

        - F5II. Heinrich III./IV., Raugraf von Altenbaumburg[1] ⚭ Katharina von Kleve (Haus Kleve), Tochter von Dietrich von Kleve (1260–1308)
          - G7I. Ruprecht IV., Raugraf von Altenbaumburg[1] ⚭(I) Jeanette von Blamont, Tochter von Heinrich II. (Blamont) (* 1301); ⚭(II) Catharina von Moers (Haus Moers)
            - H5I. (II) Heinrich V., Raugraf von Altenbaumburg[1] († 1385)
              - → Auslöschen der Linie Altenbaumburg

            - H5II. (II) Eberhard von Altenbaumburg[1]
            - H5III. (II) Schonette von Altenbaumburg[1] ⚭(I) Dietrich von Hohenberg († 1381) (Haus Hohenberg); ⚭(II) Johann II. (Erbach) (1380–1418) (Haus Erbach), Sohn von Konrad IV. (Erbach) (* 1330)
            - H5IV. (II) Margarete von Altenbaumburg[1]

          - G7II. Hedwig von Altenbaumburg[1]
          - G7III. Lisa von Altenbaumburg[1] ⚭ Philipp von Sponheim-Kreuznach (Haus Sponheim), Sohn von Heinrich von Sponheim-Kreuznach

        - F5III. Gerhard von Altenbaumburg[1]
        - F5IV. Eberhard von Altenbaumburg[1] († 1299)

      - E3VI. Friedrich von Altenbaumburg[1] († 1283)
      - E3VII. Kunigunde von Altenbaumburg[1] ⚭ Wittekind von Merenberg (Haus Merenberg), Sohn von Hartrad III. (Merenberg)

    - D2IV. Gerhard von Baumburg[1]

  - C2II. Conrad I., Raugraf von Baumburg[1]

### Grafen von Veldenz
- A1II. Gerlach I. von Veldenz[1] († 1146) ⚭ Cäcilia von Thüringen († 1141) (Ludowinger) Tochter von Ludwig dem Springer (1042–1123)
  - B2I. Emich von Veldenz[1]
  - B2II. Gerlach II. von Veldenz[1] († 1189)
    - C3I. Gerlach III. von Veldenz[1] († 1214) ⚭ Tochter von Raugraf Emich II. (D2II.)
      - D3I. Gerlach IV. von Veldenz[1] († 1240) ⚭ Beatrix von Kyrburg, Dhaun, Schmidtburg, Grumbach, Dhronecken und Flonheim (E1II.)
        - E4I. Gerlach V. von Veldenz[1] († 1259) ⚭ Elisabeth von Zweibrücken (Haus Zweibrücken), Tochter von Heinrich II. (Zweibrücken) († 1284)
          - F6I. Agnes von Veldenz[1] (1258–1277) ⚭ Heinrich I. (Hohengeroldseck) (1252–1298) (Haus Geroldseck), Sohn von Walter I. (Geroldseck) (* 1225)
            - → Die Grafschaft fällt an Geroldseck, im 15. Jahrhundert an die Pfalz und wird schließlich im 16. Jahrhundert zur Linie Pfalz-Veldenz

        - E4II. Adelheid von Veldenz[1] ⚭ Krafto I. (Bocksberg) (Haus Bocksberg)

      - D3II. Hugo von Veldenz[1]
      - D3III. Heinrich von Veldenz[13]

  - B2III. Agnes von Veldenz[14] ⚭ Simon II. (Lothringen) (1140–1206) (Haus Châtenois)